# Letheobia coecatus
Letheobia coecatus — вид змій родини сліпунів (Typhlopidae). Мешкає в Західній Африці.

## Поширення і екологія
Letheobia coecatus мешкають в Кот-д'Івуарі і Гані, спостерігалися в Гвінеї. Вони живуть у вологих саванах, на висоті до 300 м над рівнем моря.